# Слуцко-мозырская группа говоров
Слу́цко-мо́зырская гру́ппа го́воров (бел. слуцка-мазырская група гаворак, слуцка-мазырскія гаворкі) — одна из групп говоров юго-западного диалекта белорусского языка, ареал которой размещён в центральной, южной и юго-восточной частях Беларуси (в центральных и западных районах Гомельской области, в восточных районах Брестской области и в южных районах Минской области). В пределах юго-западного диалекта слуцко-мозырская группа говоров противопоставлена гродненско-барановичской.

## Классификация и изоглоссы диалектных зон
В составе слуцко-мозырской группы выделяют слуцкие говоры (в северной части ареала группы) и мозырские говоры (в южной части).
Ареал слуцко-мозырской группы говоров размещается в пределах восточной и юго-восточной диалектных зон. Языковые явления данных диалектных зон объединяют слуцко-мозырские говоры с восточно-могилёвскими говорами витебско-могилёвской группы северо-восточного диалекта и с западными среднебелорусскими говорами. Явления восточной диалектной зоны кроме того связывают слуцко-мозырский ареал ещё и с витебскими говорами витебско-могилёвской группы и восточными говорами полоцкой группы северо-восточного диалекта, а также с центральными среднебелорусскими говорами. С этими же говорами слуцко-мозырские объединяются отсутствием явлений западной диалектной зоны. Языковые черты центральной диалектной зоны объединяют слуцкие говоры с гродненско-барановичскими говорами юго-западного диалекта и со среднебелорусскими говорами, мозырские говоры при этом в ареал центральной диалектной зоны не входят. Слуцко-мозырский ареал вместе с большей частью остальных белорусских говоров не включается в северо-западную диалектную зону.

## Область распространения
Область распространения говоров слуцко-мозырской группы расположена на территории Центральной, Южной и Юго-восточной Беларуси. По современному административному делению Республики Беларусь слуцко-мозырские говоры занимают центральную и западную части территории Гомельской области, восточные районы Брестской области и южные районы Минской области. Наиболее крупные населённые пункты слуцко-мозырского ареала: Слуцк, Солигорск, Светлогорск, Мозырь.
На севере и северо-востоке ареал слуцко-мозырских говоров граничит с областью распространения среднебелорусских говоров, на востоке — с областью распространения восточнополесских говоров и на юге — с ареалом среднеполесских говоров северного наречия украинского языка. С юго-запада к слуцко-мозырским говорам примыкает западнополесский ареал, с запада и северо-запада — ареал гродненско-барановичских говоров юго-западного диалекта.

## Особенности говоров
Языковая система слуцко-мозырской группы говоров характеризуется большинством языковых явлений юго-западного диалекта. В их числе:
1. Недиссимилятивное аканье — произношение безударного гласного [а] ([ы]) в первом предударном слоге после твёрдых согласных перед всеми ударными гласными [i], [е], [ы], [у], [о], [а]: в[а]дá (бел. литер. вада «вода»), в[ы]ды́, в[а]дý, в[а]дз’é, в[а]дóйу. Недиссимилятивное яканье — произношение гласного [’а] в первом предударном слоге после мягких согласных перед всеми ударными гласными: [в’а]снá (бел. литер. вясна́ «весна»), [в’а]сны́, [в’а]снý, [в’а]сн’é, [в’а]снóйу.
2. Различение гласных /о/ и /а/ в конечном безударном открытом слоге: мнóг[о] (бел. литер. многа «много»), с’éн[о] (бел. литер. сена «сено»), дарóг[а] (бел. литер. дарога «дорога»).
3. Произношение [ě] или [i͡е] на месте /ê/ в позиции под ударением: л’[ě]с / л’[i͡е]с (бел. литер. лес «лес»).
4. Произношение [ô] или [у͡о] на месте /o/ и [’ě], [ô] или [i͡е], [у͡о] на месте /e/ в закрытом ударном слоге: кôн’ / ку͡он’ (бел. литер. конь «конь»), п’ěч / п’i͡еч (бел. литер. печ «печь»), н’ôс / н’у͡ос (бел. литер. нёс «нёс»).
5. Наличие окончания -ойу, -ейу у существительных женского рода в форме творительного падежа единственного числа: сц’анóйу (бел. литер. сцяной «стеной»), з’амл’óйу / з’амл’е́йу (бел. литер. зямлёй «землёй»).
6. Наличие окончания -а у существительных среднего рода в форме именительного падежа множественного числа: с’óла (бел. литер. сёлы «сёла»), во́кна (бел. литер. вокны «о́кна»), аз’óра (бел. литер. азёры «озёра»); наличие окончания -е у существительных мужского рода в форме именительного падежа множественного числа: гараде́ (бел. литер. гарады «города́»), кавал’е́ (бел. литер. кавалі «кузнецы»), наже́ (бел. литер. нажы «ножи»).
7. Распространение у прилагательных и местоимений мужского и среднего рода в форме предложного падежа единственного числа окончания -ом: аб маладо́м (бел. литер. аб маладым «о молодом»), у том (бел. литер. у тым «в том»).
8. Наличие окончания -мо у глаголов в форме 1-го лица множественного числа II спряжения: гл’адз’iмó (бел. литер. глядзім «смотрим»), роб’iмó (бел. литер. робім «делаем, работаем»).
9. Образование форм глаголов будущего времени сочетанием инфинитива и личных форм глагола iму «иметь»: раб’íц’му (бел. литер. я буду рабіць «я буду делать / работать»), раб’íц’м’еш (бел. литер. ты будзеш рабіць «ты будешь делать / работать»), раб’íц’м’е (бел. литер. ён / яна / яно будзе рабіць «он / она / оно будет делать / работать»), раб’íц’муц’ (бел. литер. яны будуць рабіць «они будут делать / работать»).
10. Распространение словообразовательного типа существительных на -’а: дз’iц’á (бел. литер. дзіця «ребёнок»), ц’ал’á (бел. литер. цялё «телёнок»).
11. Распространение таких слов, как ка́чка (бел. литер. качка «утка»), адры́на (вышкі «сеновал»), по́куц’ («красный угол»), сашн’íк (бел. литер. лямеш «лемех»), ла́тка (бел. литер. латка «заплатка, кусочек»), картóфл’а (бел. литер. бульба «картофель»), йáлав’iна (ялавічына «говядина») и т. д.

Кроме того, в слуцко-мозырском диалектном ареале распространены местные диалектные черты, выделяющие его в пределах юго-западного диалекта и противопоставляющие его гродненско-барановичскому ареалу:
1. Наличие форм творительного падежа единственного числа существительных типа ц’ал’óм (бел. литер. цялём «телёнком»), парас’óм (бел. литер. парасём «поросёнком»). Для гродненско-барановичских говоров характерны формы типа ц’ел’éм, парес’éм.
2. Распространение форм 3-го лица множественного числа глагола йéс’ц’i (бел. литер. есцi «есть, кушать») — йадз’áц’ (бел. литер. ядуць «едят»). В гродненско-барановичском ареале распространена форма йаду́ц’.
3. Распространение форм 1-го лица множественного числа глагола с твёрдым согласным: ідо́м (бел. литер. ідзем «идём»), п’акóм (бел. литер. печом «печём»). Этой форме противопоставлена форма глагола с мягким согласным или с шипящим в исходе основы в гродненско-барановичских говорах: iдз’éм / йдз’éм, п’ачéм / п’ачóм и т. д.